# Веданта
Веданта (санскрит:  — „крај Веда“) је један од шест система индијске филозофије.
Веданта је вишезначна реч. Значи последњи део Веда, тј. Упанишада. У изведеном смислу значи филозофију која је 'осмишљавање Веда' и наслов је једног од шест сколастичких система индијске филозофије. Оснива се на делу Brahma sūtra (или Vedānta Sūtra), за којим су уследили бројни коментари који чине ову идеалистичку филозофију (Гаудапада, Санкара, итд.). Због разноликости праваца и ширења школа разумљива је обимност ведантске књижевности. 
Недвојна (адваита) веданта проповеда апсолутну једност свих бића.

## Историјат

### Порекло монистичке веданте
Монистичка веданта је настала као реакција на махајана будизам. Будизам махајане негира објективно постојање наших представа, тврдећи да су све појаве испразне и да је биће чиста мисао, празнина. Аналогно томе, за веданту је једина стварност неизрециви и неодредиви брахман или атман; појавни свет је само варка. Кључна тачка и једног и другог система налази се у тешкоћи да се објасни природа односа између апсолутне таквости, с једне стране, и ове игре привида, с друге, који чине свет.
Иако веданта и махајана воде огорчену борбу, делимично се и укрштају. Приликом прве појаве систематизоване веданте, коментар Гаудападе за упанишаду Мандукја садржи несумњиве утицаје махајане који прожимају суштину мисли, а избијају и у самом вербалном изразу. Санкара, један од највећих систематичара, изгледа да је толико одражавао будистичку мисао да су га у Индији неки његови супарници прогласили потајним будистом (pracchannabauddha).
Веданта полази од неких упанишада, а кодификована је у Брахмасутри или Ведантасутри, која се приписује Бадарајани. С обзиром да се у њој помињу неке јасно одређене будистичке теорије, има мишљења да њена редакција потиче, приближно, из 3. века, што не искључује могућност каснијих уметака.

### Подела на разне правце
Међутим, убрзо је дошло до дељења веданте на неколико огранака, који су се оштро супротстављали једни другима. Ако се ограничимо само на главне правце, с једне стране имамо адваиту (недвојност), апсосолутни монизам, а с друге висиштадваиту, издиференцирани монизам, док се измеду њих налази мноштво варијација, које иду од дуалистичких школа дваита до школа бхедабхеда, идентитета у разлици.
Ове школе имају различите концепције о односу света и сопства, универзалног и индивидуалног атмана. Једне сматрају да је индивидуално сопство погрешна супсумција, пошто се једно лажно представља као многоструко, друге уводе индивидуално сопство као одраз једног. Трећи придају сопству постојање за себе, иако оно учествује у бићу једног, те се ослобођење не састоји у стапању с једним, већ у вечној контемплацији божје славе, која се огледа у рају.

### Шанкарина веданта
Настављајући дугу традицију, Шанкара (око 788. до 820), пошавши од Гаудападе и Говинде, довршава класичну систематизацију монистичке веданте (адваита). Излаже је у виду коментара главним упанишадама и у значајном коментару Ведантасутре, под називом Шариракабашја, једном од основних дела индијске филозофије.
Шанкара полази од једног, апсолута, себе (атмана), супротстављајући му искуствени свет као небиће, илузију (маја), незнање (авидја). Шанкарин задатак се разликовао од коментатора других система, који су интерпретирали мисао која је већ била кодификована у сутрама. Код веданте је требало ускладити сутре с упанишадском књижевношћу, која није била ни хомогена ни повезана у органску целину, зато што је она настала у различитим школама и редигована у различитим временима. Стога Шанкара није могао да буде само обичан коментатор, већ је морао и да брани ауторитет упанишада, да установи њихову хомогеност и у случајевима када се, бар привидно, не слажу међу собом, да пронађе у њима оне идеје које су сутре кодификовале и да њиховим откровењима оправда темеље властитог система.
Шанкара каже да се у откровењима из упанишада налази сва истина. Разум не служи откривању истине, већ доказивању законитости откровења и логичке доследности сопствених запажања. Откривање истине повлачи промену равни, у смислу ишчезавања оног што није истина, а истина је брахман, атман, апсолут, реалност, чисто биће. Оно што се указује, бива, наше ја, представе, хтења, осећаји: све је само илузија или незнање. Маја је читаво искуство, у коме се психофизички комплекс и његове квалификације погрешно узимају за неодредиво једно; промене и варљиво бивање су наметнути стварности, која се не мења, апсолуту, чистом бићу, чистој мисли. Пошто откровење из упанишада указује на сопство као на једину реалност, све оно необухваћено њиме је небиће.
Однос између бића и маје је парадоксалан, јер се ради о односу нечега што јесте и нечега што није; међу њима не може да постоји веза. Нереалност маје се доказује примерима: када ноћу видимо како нешто светлуца, обичну шкољку сматрамо сребром; или, назирући у тами нешто смотано, мислимо да је змија, иако је то само конопац. Атман одговара шкољки или конопцу, а грешка — представе сребра или змије које се рађају у нама — јесте маја. Она постоји у виду представе све док се, спознајом истине, не распрши; ако се то не догоди, маја управља мислима, ствара жељу да се сагнемо и узмемо непостојећи комад сребра, изазива страх од замишљене змије — укратко, условљава понашање.